# Ørritslevgård
Ørritslevgård er en lille herregård i Otterup Sogn, Lunde Herred, Otterup Kommune på Nordfyn. Gården nævnes første gang i 1580. Hovedbygningen er opført i 1789. Til godset hører 340 hektar jord. Mange af ejerne af Ørritslevgård var tillige ejer af Hollufgård.

## Ejere af Ørritslevgård
- (før 1564) Kronen.
- (1564-1580) Mogens Eriksen Mormand.
- (1580-1590) Claus Mogensen Mormand / Christoffer Mogensen Mormand.
- (1590-1615) Morten Mogensen Mormand.
- (1615-1642) Johan Nielsen Friis.
- (1642-1650) Margrethe Johansdatter Friis / Else Johansdatter Friis / Tønne Johansen Friis / Anne Tønnesdatter Friis gift Valkendorf.
- (1650-1663) Margrethe Johansdatter Friis / Else Johansdatter Friis / Axel Valkendorf.
- (1663-1665) Morten Mikkelsen.
- (1665-1666) Enke Fru Mikkelsen.
- (1666-1681) Morten Mikkelsen Hardrup.
- (1681-1691) Bodil Sørensdatter, enken.
- (1691-1704) Otto Pedersen Himmelstrup.
- (1704-1713) Jens Ibsen Trøstrup.
- (1713-1716) Margrethe Elisabeth Rosenvinge, enken. Gift dec. 1714 med:
- (1716-1726) Iver Andersen.
- (1726-1741) Margrethe Elisabet Rosenvinge, enken.
- (1741-1754) Niels Bang Himmelstrup[1][2].
- (1754-1757) Friderica Sophia Iversdatter, enken. Gift 1757 med:
- (1757-1767) Caspar Herman Heinen.
- (1767-1769) Friderica Sophia Iversdatter, enken.
- (1769) Niels Krag Lange.
- (1769-1787) Laurids Schebye.
- (1787-1798) Alexander Lauridsen Schebye.
- (1798-1804) Hans Jørgen Hansen.
- (1804-1809) Elias Jørgensen Møller.
- (1809-1838) Niels Jørgensen Møller.
- (1838-1847) J. W. Møller.
- (1847-1903) N. W. Møller.
- (1903-1907) H. E. Pontoppidan.
- (1907-1938) Christian Darél.
- (1938-1957) Preben Darél.
- (1957-1985) Landbrugets Rationaliseringsfond.
- (1985-2006) Erik Moritz-Hansen.
- (2006-2010) Sognefogedgården ApS.
- (2010-nu) Stiftelsen Hofmansgave.